# Comuna de Lgota Wielka
Lgota Wielka (polaco: Gmina Lgota Wielka) é uma gminy (comuna) na Polónia, na voivodia de Lodz e no condado de Radomszczański. A sede do condado é a cidade de Lgota Wielka.
De acordo com os censos de 2004, a comuna tem 4455 habitantes, com uma densidade 70,6 hab/km².

## Área
Estende-se por uma área de 63,08 km², incluindo:
- área agricola: 89%
- área florestal: 6%

## Demografia
Dados de 30 de Junho 2004:
|                      | Total   | Total | Mulheres | Mulheres | Homens  | Homens |
| -------------------- | ------- | ----- | -------- | -------- | ------- | ------ |
|                      | pessoas | %     | pessoas  | %        | pessoas | %      |
| População            | 4455    | 100   | 2267     | 50,9     | 2188    | 49,1   |
| Densidade (pop./km²) | 70,6    | 100   | 35,9     | 35,9     | 34,7    | 34,7   |

De acordo com dados de 2002, o rendimento médio per capita ascendia a 1407,94 zł.

## Subdivisões
- Brudzice, Długie, Kolonia Lgota, Krępa, Krzywanice, Lgota Wielka, Wiewiórów, Wola Blakowa, Woźniki.

## Comunas vizinhas
- Dobryszyce, Kleszczów, Ładzice, Strzelce Wielkie, Sulmierzyce